# 张福贵
张福贵，吉林大学哲学社会科学教授，中国文化研究所所长，长期从事鲁迅研究、20世纪中国文学与文化、中日比较文学及东北地域文化研究。张福贵于1986年考入吉林大学，1988年留校任教。曾入选2011年度中国教育部长江学者特聘教授。